# Iglesia de Nuestra Señora de la Consolación (Alcoba de los Montes)
La iglesia de Nuestra Señora de la Consolación es una iglesia parroquial católica del siglo XVI situada en la localidad ciudadrealense de Alcoba de los Montes (España).
Se trata de un templo de mampostería, con ladrillo en las esquinas, de una sola nave. A los pies de la nave se encuentra el coro de madera, y con arco de medio punto en su cabecera. La bóveda está cubierta con artesa con tirantes pareados sobre canes. El altar mayor conserva un óleo de la Piedad de la escuela de Toledo del siglo XVII.